# Czerwony Dwór (powiat węgorzewski)

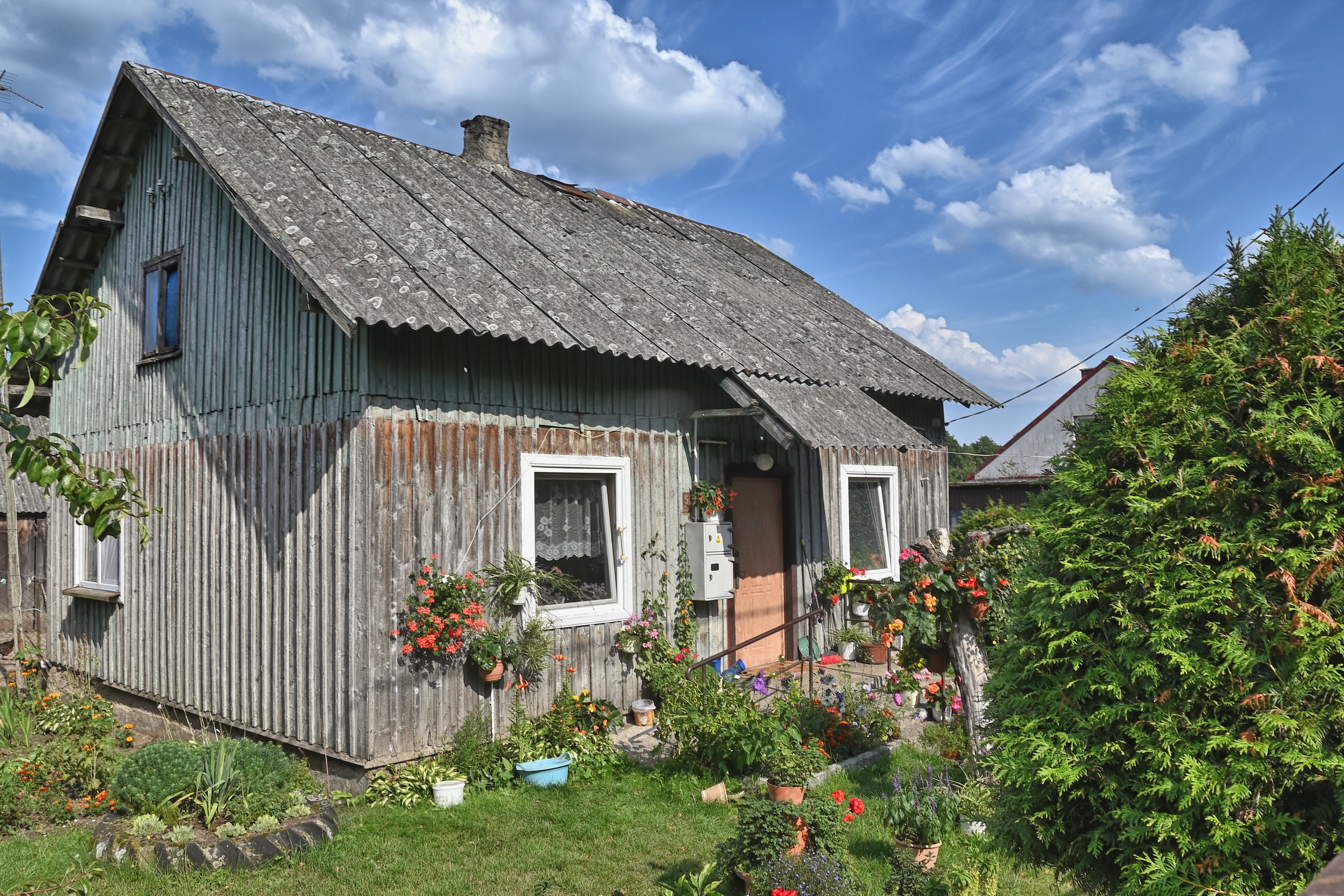
Drewniany dom w Czerwonym Dwór

Czerwony Dwór (niem. Rothhof, względnie Rothof, Rutki(1946)) – wieś w Polsce, w województwie warmińsko-mazurskim, w powiecie węgorzewskim, w gminie Węgorzewo.
W latach 1975–1998 miejscowość należała administracyjnie do województwa suwalskiego.
Czerwony Dwór jest miejscowością sołecką.

## Nazwa
28 marca 1949 r. ustalono urzędową polską nazwę miejscowości – Czerwony Dwór, określając drugi przypadek jako Czerwonego Dworu, a przymiotnik – czerwonodworski.